# Lycopodium
Lycopodium, nombre común licopodio, es un género de licopodios en sentido amplio, pinos de tierra, de la familia de las Lycopodiaceae, según algunos autores es una familia de helechos (ver Pteridophyta), aún que en la actualidad se cree que esto ya no es así por evidencias filogenéticas. Son plantas sin flores, vasculares, terrestres o epífitas, muy ramosas, erectas, postradas o rastreras, con hojas pequeñísimas, simples, escamosas o espiculadas, que cubren tallo y ramas pesadamente. Las hojas fértiles se encuentran en conos estróbilos. Las hojas especializadas (esporófilos) tienen cápsulas con esporas reniformes (esporangio) en las axilas, con esporos de solo una clase. Estas cápsulas agrupadas dan el apelativo al género.
Los licópodos se reproducen asexualmente por esporas. La planta tiene una fase sexual productora de gametos, y esto alterna en su ciclo de vida con la producción de esporas. El protalo se desarrolla de la espora como una masa subterránea de tejido de tamaño considerable y porta tanto los órganos masculinos como femeninos (anteridios y arquegonios). Sin embargo, es más común que se distribuyan vegetativamente (fase asexual) a través de rizomas tanto por arriba como por debajo de la tierra.
Hay aproximadamente 200 especies, con 37 ampliamente distribuidas en climas templados y tropicales, aunque suelen estar confinados a montañas en los trópicos.

## Especies
(Algunas especies pertenecen a otros géneros ahora)
- Lycopodium aberdaricum (centro y sur de África)
- Lycopodium alboffii (gran sur de Sudamérica e islas Malvinas)
- Lycopodium alticola (sudoeste de China)
- Lycopodium annotinum (norte templado circumpolar)
- Lycopodium assurgens (Brasil (Minas Gerais, Santa Catarina))
- Lycopodium casuarinoides (Sudeste Asiático (Japón a Bután y Borneo))
- Lycopodium centrochinense (este de Asia (centro de China a India, Filipinas)
- Lycopodium cernuum musgo rastrero (bosque mezclado con tierras bajas) — en márgenes de arbustos o tierras disturbadas; 4 dm de altura aproximadamente
- Lycopodium clavatum (subcosmopolita)
- Lycopodium confertum (sur de Sudamérica, e islas Malvinas)
- Lycopodium dendroideum (norte de Norteamérica)
- Lycopodium deuterodensum, musgo arbóreo (este de Australia, Nueva Caledonia, Nueva Zelanda) — con hojas presionadas; 6 dm de altura aproximadamente
- Lycopodium diaphanum (Tristán da Cunha)
- Lycopodium dubium (Europa y Asia frío templado y subártico; tratada como sinónimo de L. annotinum por algunos autores)
- Lycopodium fastigiatum (sudeste de Australia, Nueva Zelanda)
- Lycopodium gayanum (sur-centro de Chile y adyacente oeste de Argentina)
- Lycopodium hickeyi (noreste de Norteamérica)
- Lycopodium hygrophilum (Nueva Guinea)
- Lycopodium interjectum (sudoeste de China (Sichuan))
- Lycopodium japonicum (este de Asia (Japón, oeste y sur de India y Sri Lanka))
- Lycopodium juniperoideum (nordeste de Asia (centro de Siberia, sudeste de Taiwán)
- Lycopodium jussiaei (norte de Sudamérica, Caribe)
- Lycopodium lagopus (ártico y subártico circumpolar)
- Lypocodium lucidulum (Norteamérica) — en madera mojada y entre rocas; estróbilos iguales; soportan sus cápsulas de esporos en la base de hojas, a lo largo de las ramas
- Lycopodium magellanicum (América del Sur y Central (Andes), sur del océano Atlántico, sur de las islas del océano Índico)
- Lycopodium minchegense (sudeste de China (Fujian))
- Lycopodium obscurum (nortdeste de Norteamérica, noreste de Asia)
- Lycopodium paniculatum (sur de Sudamérica (Andes))
- Lycopodium papuanum (Nueva Guinea)
- Lycopodium phlegmaria (Asia tropical y Pacífico sur)
- Lycopodium pullei (Nueva Guinea)
- Lycopodium scariosum (sudeste de Australia, Nueva Zelanda, Borneo (Mount Kinabalu))
- Lycopodium selago (tierras altas del oeste de Europa)
- Lycopodium simulans (sudoeste de China (Yunnan))
- Lycopodium spectabile (isla de Java)
- Lycopodium subarcticum (nordeste de Siberia)
- Lycopodium taliense (sudoeste de China (Yunnan))
- Lycopodium venustulum (Hawái, Samoa Occidental, Islas de la Sociedad)
- Lycopodium vestitum (noroeste de Sudamérica (Andes))
- Lycopodium volubile (sudoeste de las islas del Pacífico (Nueva Zelanda al norte de Java), Australia (Queensland)) — hábito rastrero y puede escalar por la vegetación
- Lycopodium zonatum (sudeste de Tíbet)

## Usos
El término licopodio también se usa para describir el polvo de esporas amarillento, de ciertos musgos, especialmente Lycopodium clavatum, usado en el pasado en fuegos artificiales, para pinturas, como cubiertas de píldoras, para explosivos[cita requerida]. El término "máscara de Lycopodium" se usa para describir un tipo de máscara llameante usada por algunas bandas de música o artistas en el escenario, como Rammstein, notablemente en el tema Feuer frei!, del filme xXx.[cita requerida]
En experimentos de física, el polvo se usa para hacer ondas sonoras visibles en el aire para observación y medición.[cita requerida]

## Fitoquímica
Estas plantas contienen diversos alcaloides piperidínicos biosintetizados de la lisina, tales como la licodina